# Lucjan Wrotnowski
Lucjan Wrotnowski herbu Prus III (ur. 7 stycznia 1847 w Warszawie, zm. 11 lutego 1902 tamże) – polski redaktor, adwokat, kolekcjoner dzieł sztuki i działacz społeczny.
Studiował prawo w Paryżu, jednak praktykował jako adwokat w Warszawie. W 1868 r. uzyskał tytuł magistra w Szkole Głównej Warszawskiej. Wiceprezes Towarzystwa Zachęty Sztuk Pięknych (w okresie 1884–1892, czasem podaje się, że był prezesem), wydawca i redaktor warszawskiego Słowa, którego redaktorem naczelnym został w 1888, a właścicielem od 1899 r.. W latach 1893–1895 był dyrektorem Muzeum Przemysłu i Rolnictwa w Warszawie. Na przełomie lat 80. i 90. XIX w. był członkiem korespondentem Société Française des Amis des Arts.
W 1868 r. opublikował "O potrzebie kodexu międzynarodowego dla stosunków prywatnych". Gebethner i Wolff, Warszawa, stron 61.
W 1891 r. ku czci Wrotnowskiego wybito pamiątkowy medal wykonany przez Ludwika Pyrowicza.
Lucjan Wrotnowski został pochowany na cmentarzu parafii św. Wawrzyńca w Starym Dłutowie w grobowcu rodziny Tabęckich, z której pochodziła jego żona Maria, zasłużona na polu dobroczynności Warszawy.